# Kalemegdan

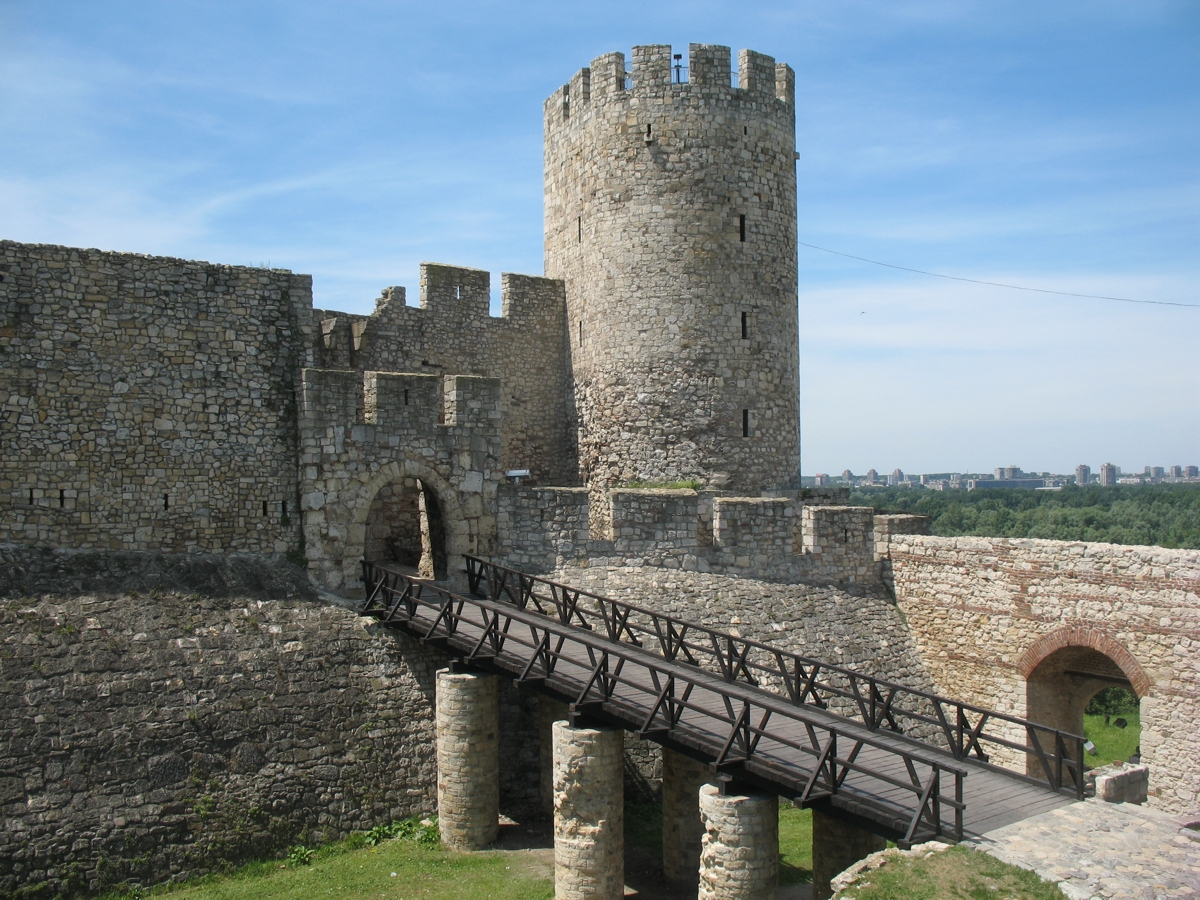
Fortaleza de Kalemegdan en Belgrado.

Kalemegdan (serbio cirílico: Калемегдан) es una fortaleza, también llamada Fortaleza de Belgrado, y parque, también llamado parque de Kalemegdan, en un barrio urbano de Belgrado, la capital de Serbia. Está ubicado en la municipalidad de Stari Grad.

## Localización
Kalemegdan se sitúa en la parte superior de un promontorio de 125,5 metros de altura, donde finaliza el área geológica de Šumadija. Su proximidad a la confluencia del río Sava en el Danubio le convierte en uno de los miradores naturales más destacados de Belgrado. Limita con los barrios de Dorćol (norte y noreste), Stari Grad (este) y Kosančićev Venac (sur).
En su interior se localiza el mausoleo conocido como «Tumba de los héroes nacionales», donde se hallan enterrados Moša Pijade, Ivo Lola Ribar, Đuro Đaković e Ivan Milutinović, personajes de gran relevancia en la antigua Yugoslavia socialista.

## Historia

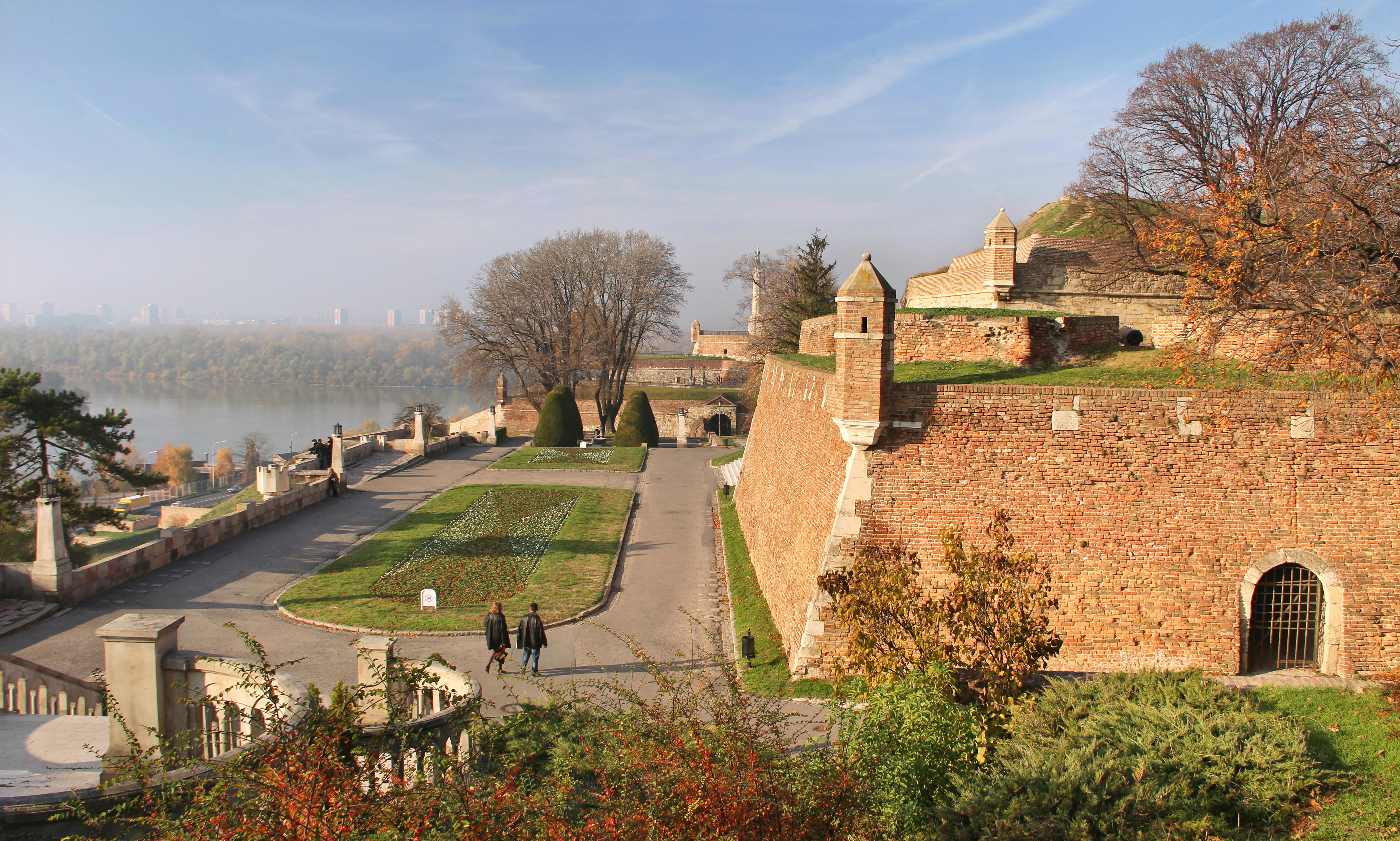
El parque interior de Kalemegdan.

Kalemegdan es el núcleo y la parte más antigua de la zona urbana de Belgrado, y durante siglos la población de la ciudad se concentró solamente dentro de los muros de la fortaleza, teniendo gran repercusión en la Historia de Belgrado. La primera mención de la ciudad se produce cuando fue fundada en el siglo III a. C. como Singidunum por la tribu celta de los escordiscos, que había derrotado a las tribus de Tracia y Dacia que anteriormente vivían en el fuerte y sus alrededores. 
La ciudad-fortaleza fue conquistada por los romanos, que la conocieron como Singidunum y la convirtieron en una parte de la frontera militar. Singidunum fue defendida por la legión romana IV Flaviae que construyó un campamento fortificado en una colina en la confluencia de los ríos Danubio y Sava. En el período comprendido entre los años 378 y 441 el campamento romano fue destruido en varias ocasiones durante las invasiones de los godos y los hunos. Dice la leyenda que la tumba de Atila se encuentra en la confluencia de los ríos Sava y Danubio (junto a la fortaleza). En 476 Belgrado volvió a ser la frontera entre dos imperios: el Imperio romano de Occidente y el Imperio romano de Oriente (Imperio bizantino), y el estado eslavo-ávaro.
El emperador bizantino Justiniano I reconstruyó la fortaleza alrededor de 535. En los siglos posteriores esta sufrió una destrucción continua bajo el asedio ávaro, y cambió de dueños en función de continuas invasiones hasta el siglo XII, en que se asentó el primer Imperio serbio. Tras la batalla de Kosovo de 1389 y la invasión turca, la ciudad se convirtió en zona divisoria del Reino de Hungría y el Imperio otomano. Después, durante el corto período de dominación austriaca (1718-1739) Kalemegdan fue reconstruida y modernizada. En abril de 1867 sería entregada junto con el resto de fortalezas que mantenían los otomanos al Principado de Serbia. La fortaleza sufriría desperfectos por los daños causados en la Primera y, sobre todo, la Segunda Guerra Mundial durante los bombardeos de Belgrado de 1941 y 1944. El nombre Kalemegdan deriva de dos palabras turcas: kale (fortaleza) y meydan (campo de batalla), textualmente "fortaleza del campo de batalla".

## Galería

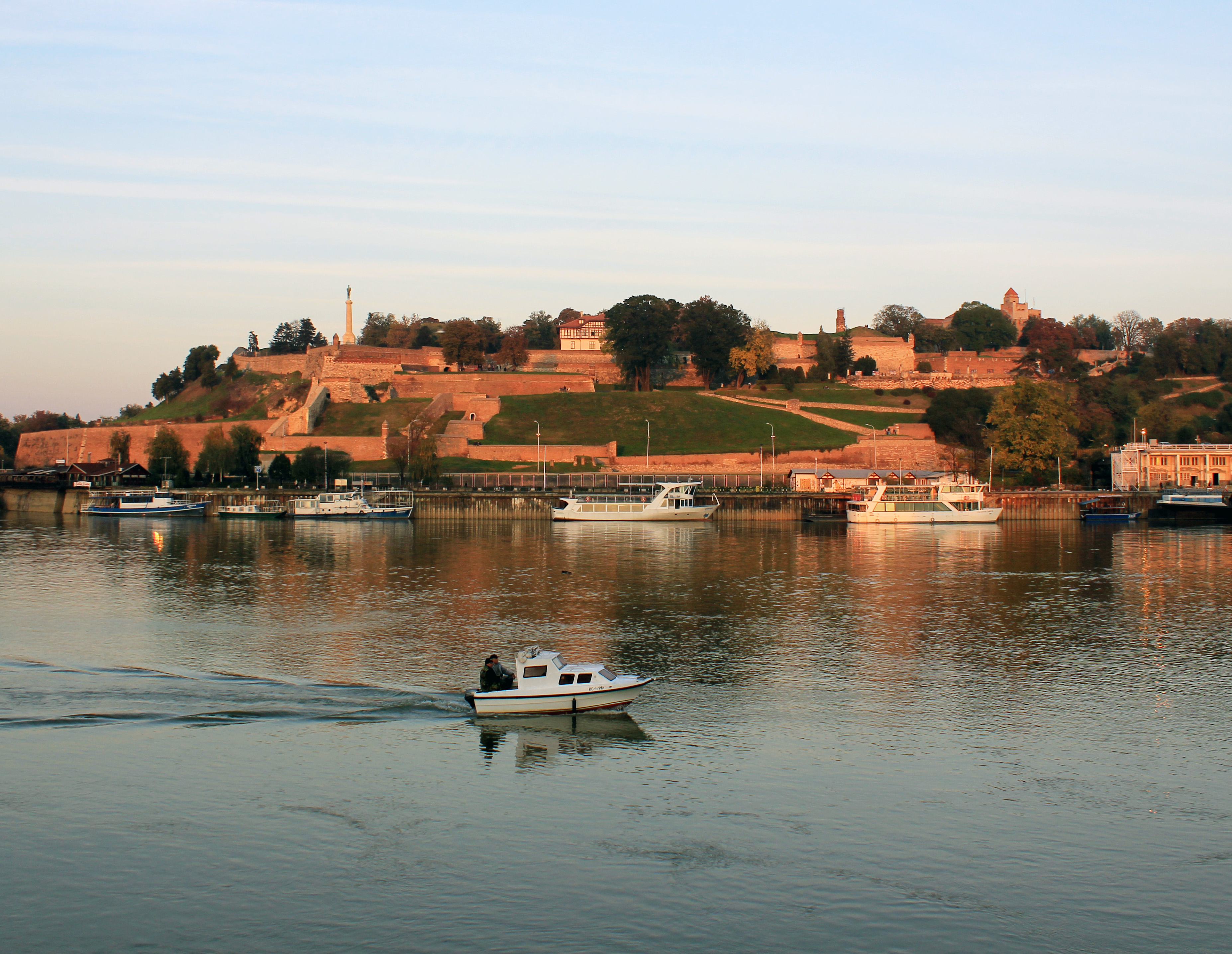
Panorámica de la  fortaleza desde el río.
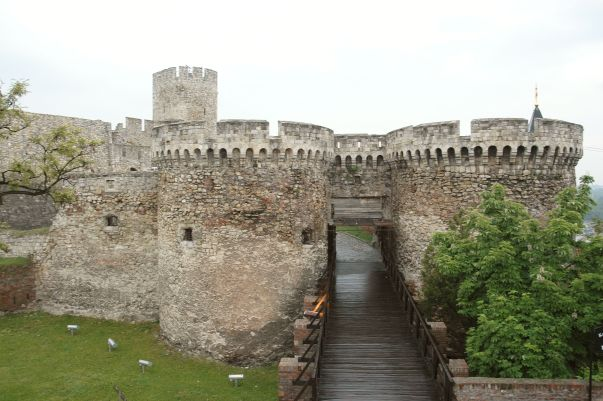
Puerta Zindan construida entre 1440 y 1456. Al fondo la torre de Esteban.
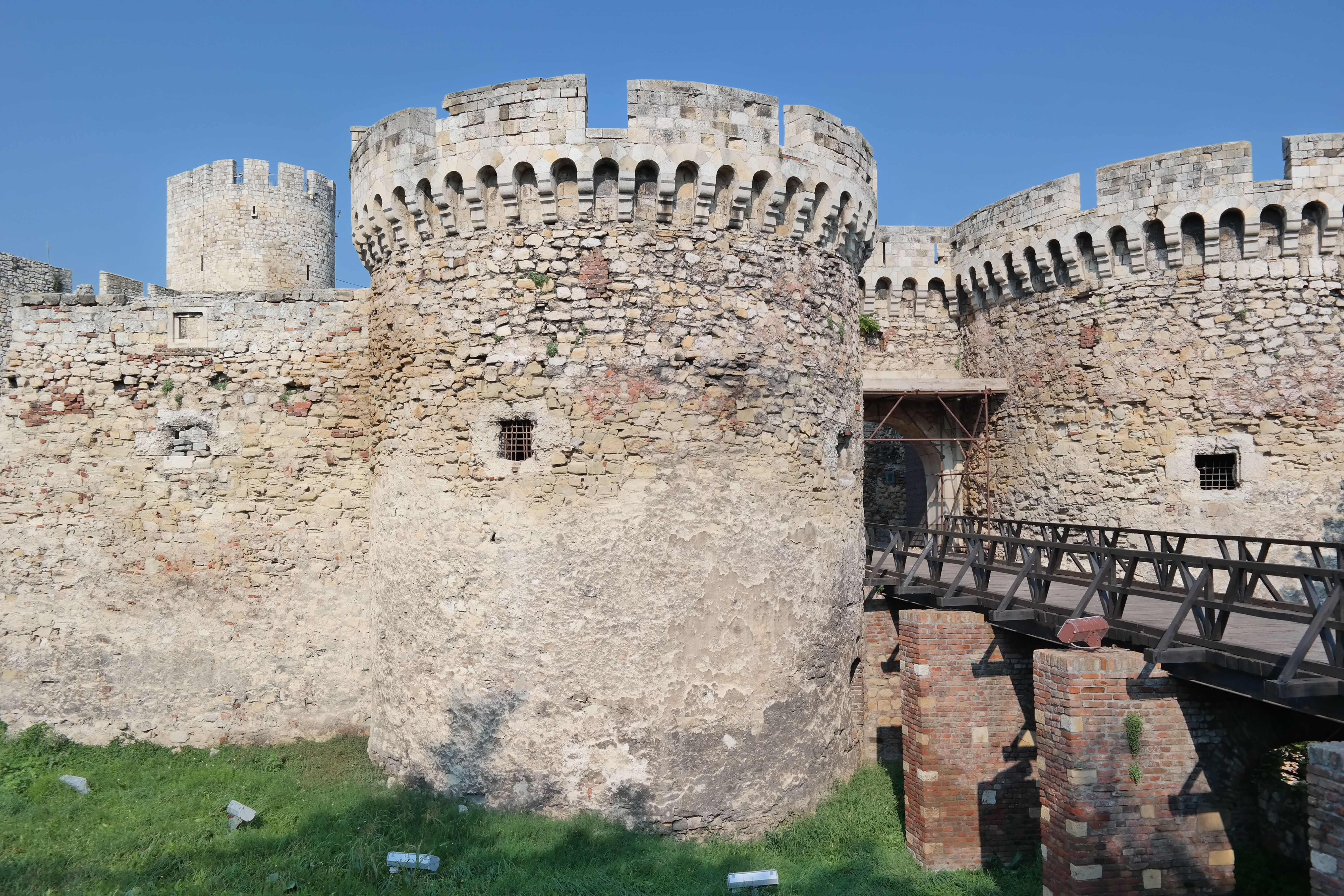
Puerta Zindan
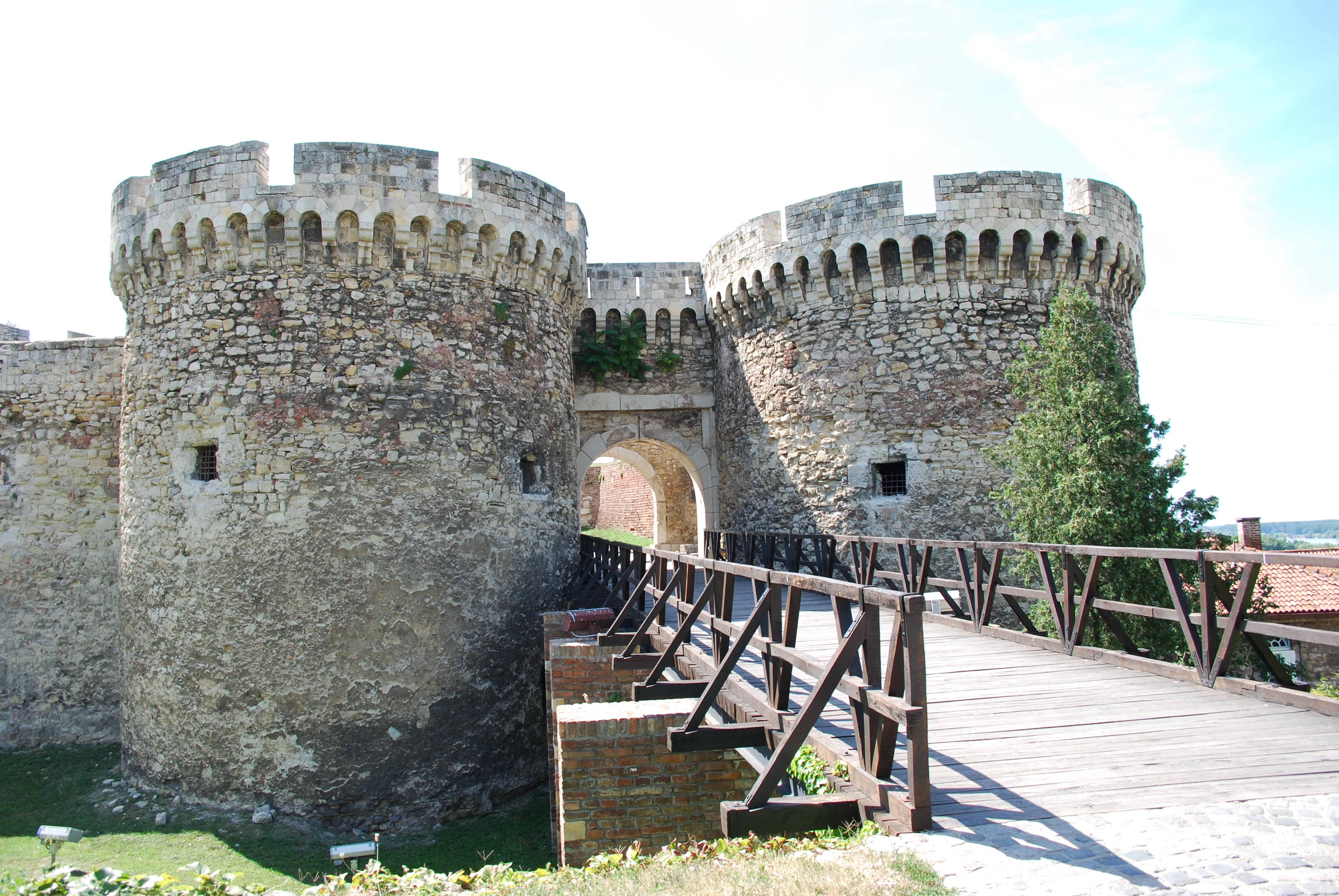
Puerta Zindan
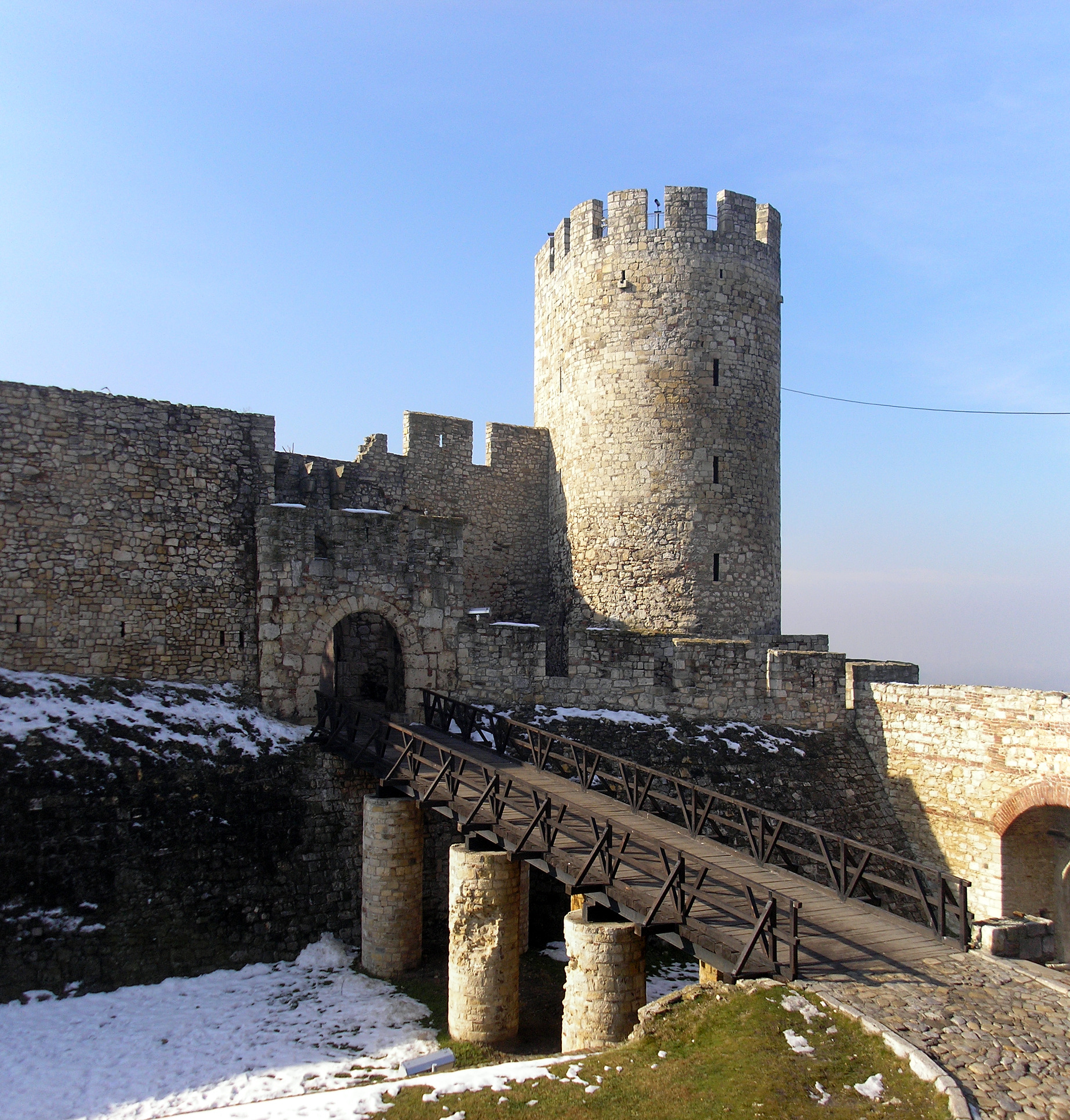
Torre del Despotado de Serbia de Esteban Lazarević construida en 1405.
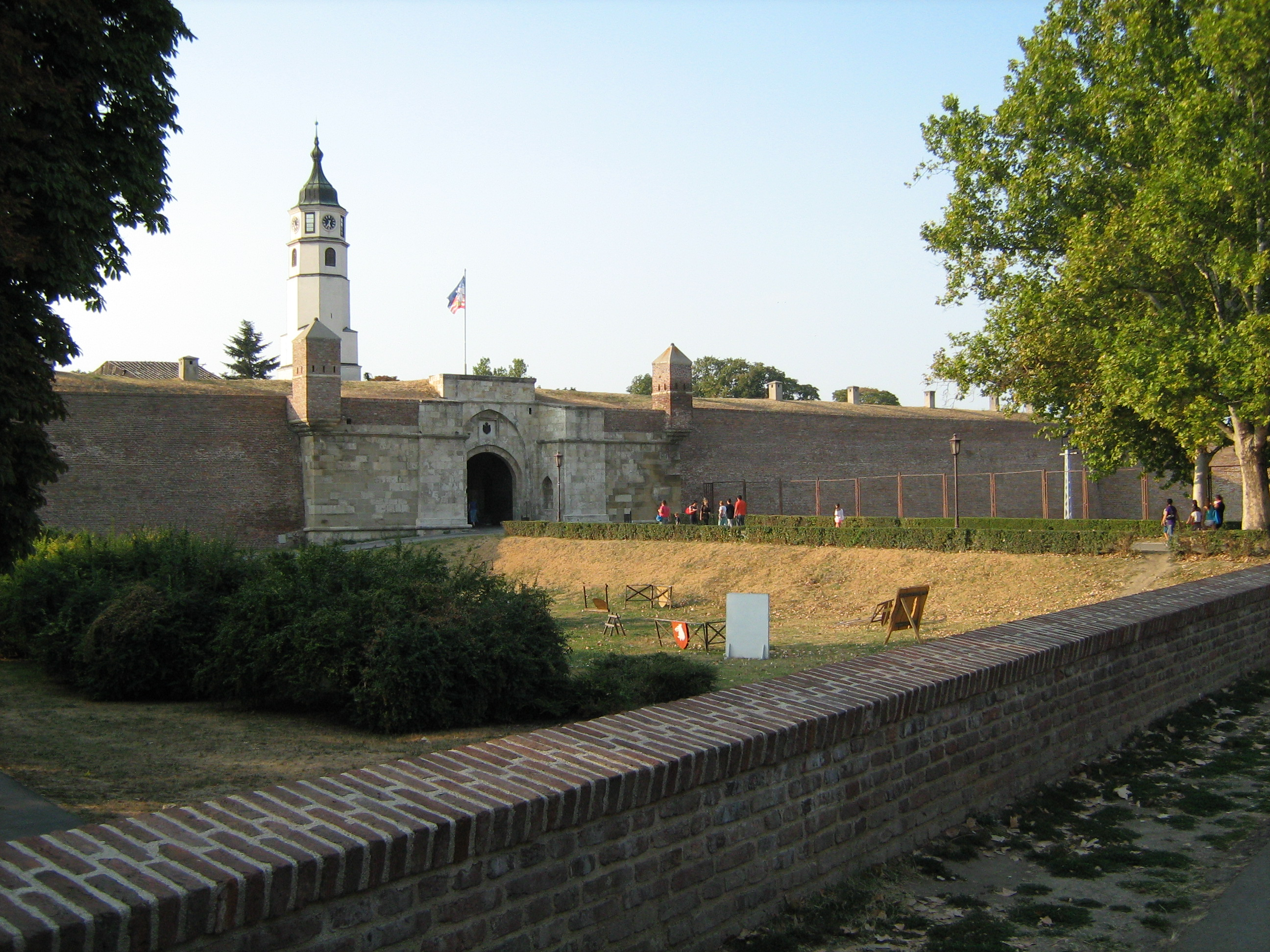
Puerta de Estambul.
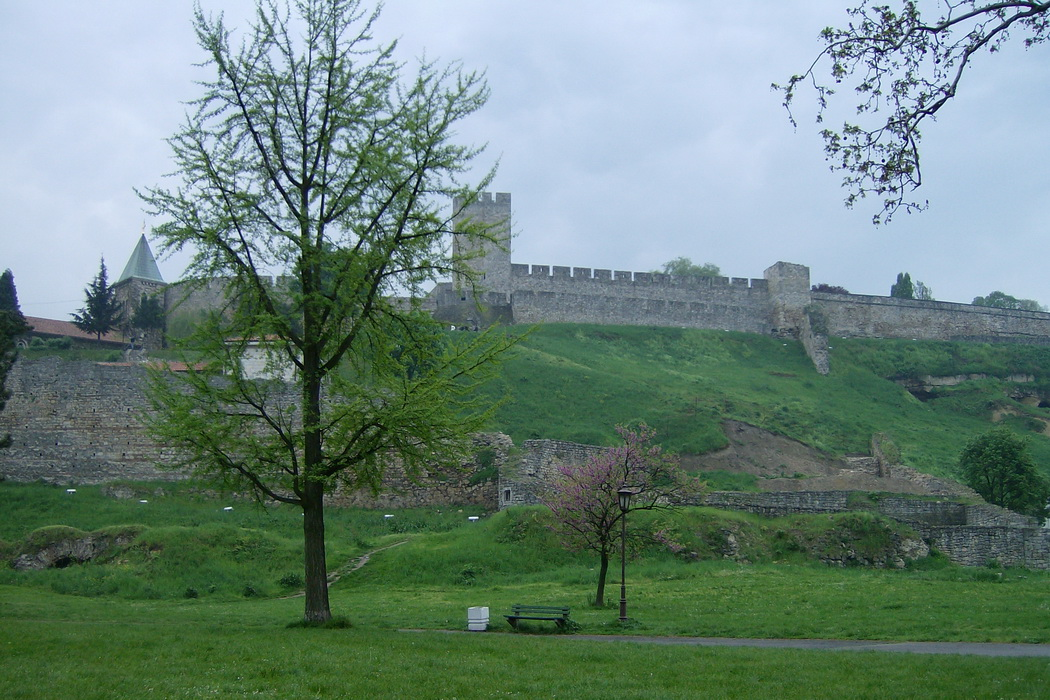
Panorámica exterior de las murallas
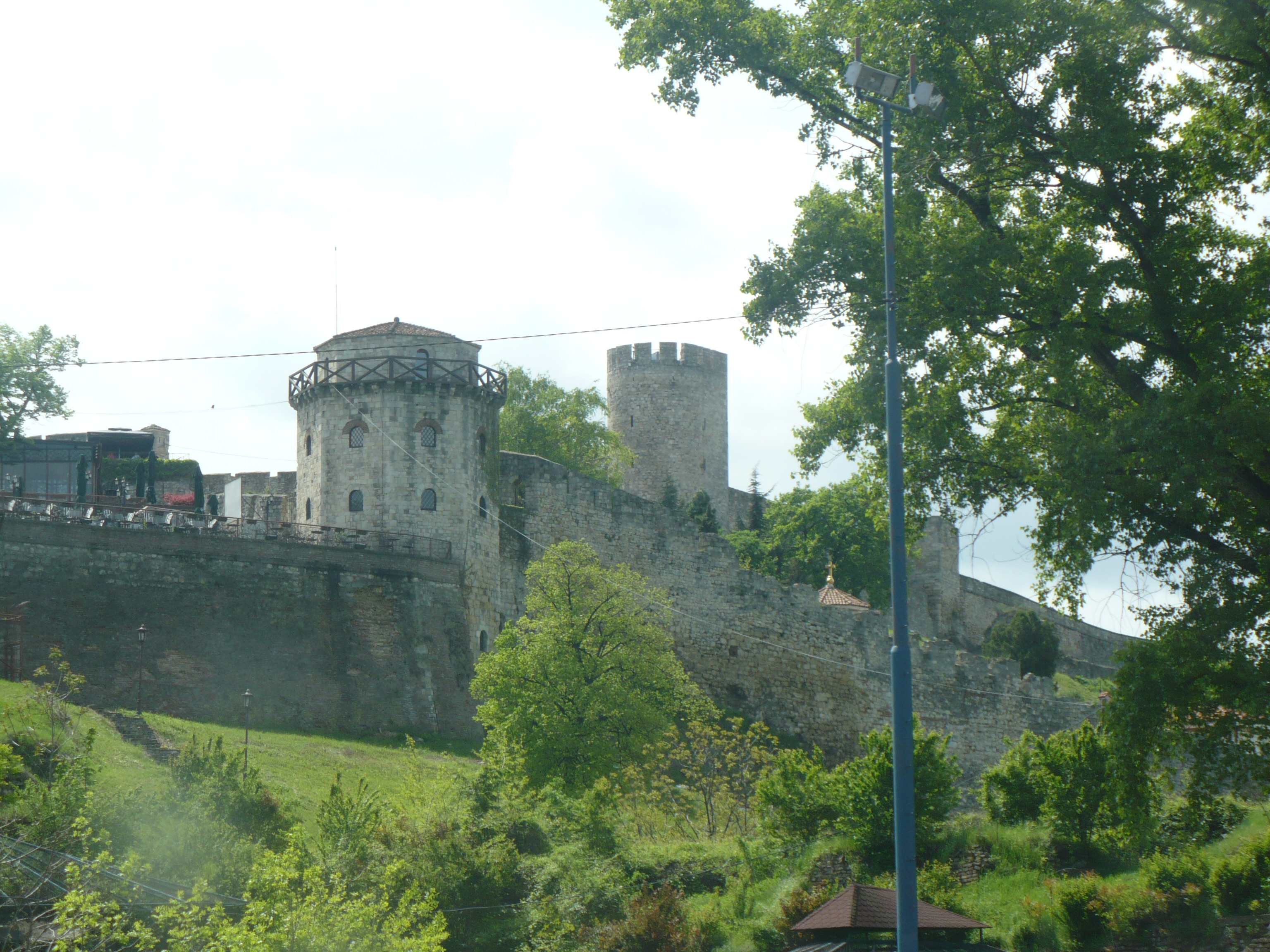
Panorámica exterior de las murallas
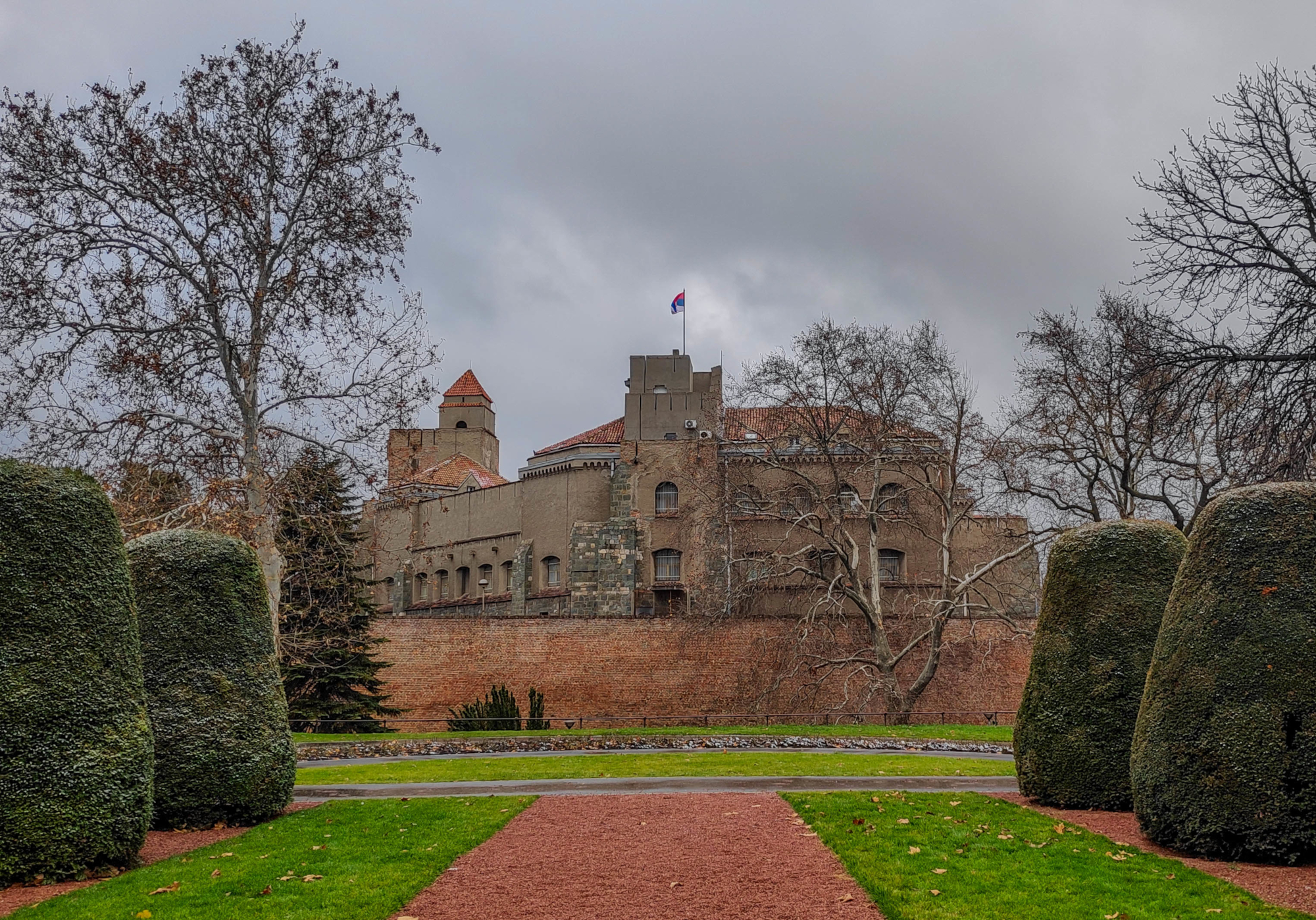
Museo militar.
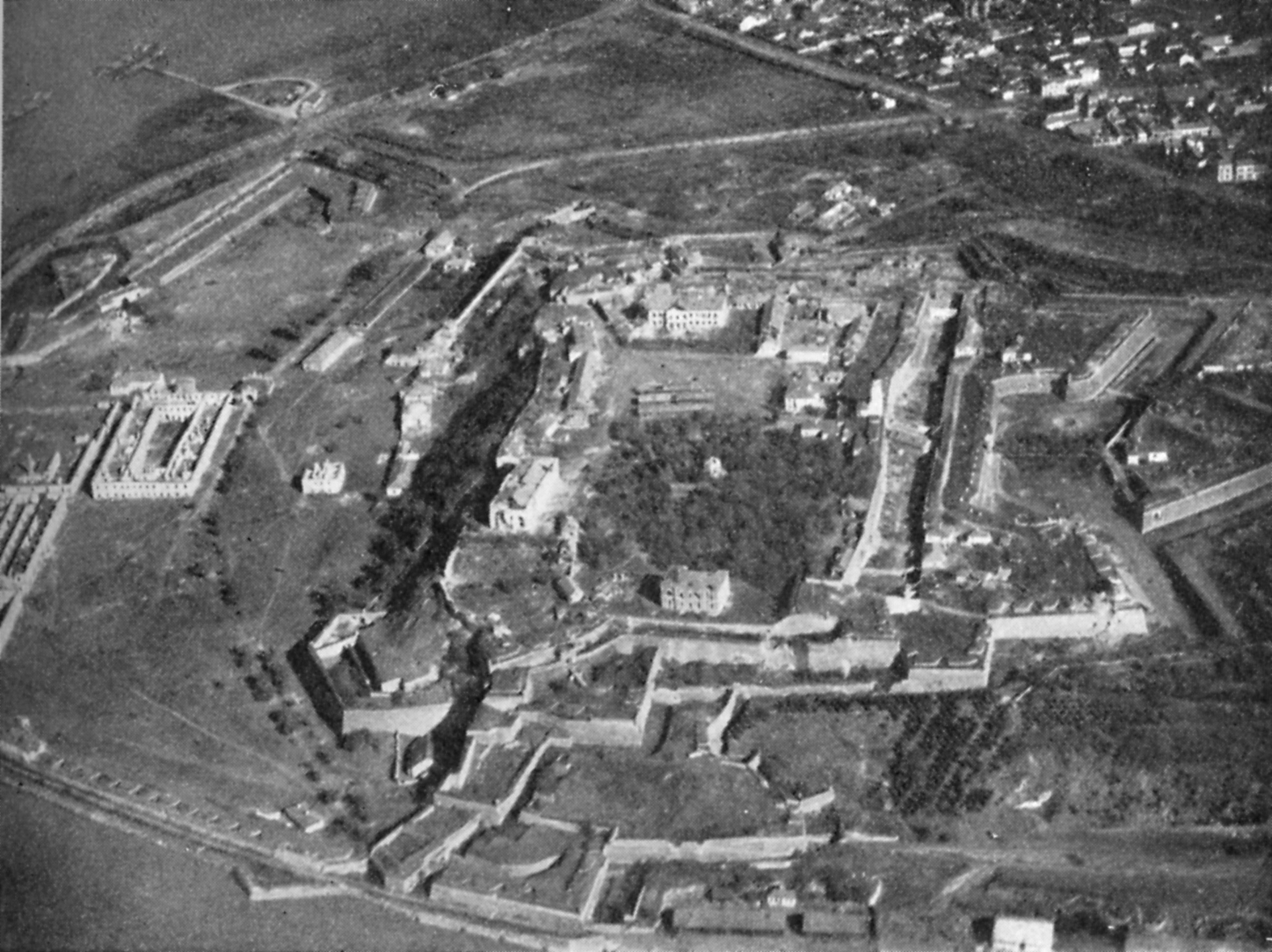
Fortaleza en 1914
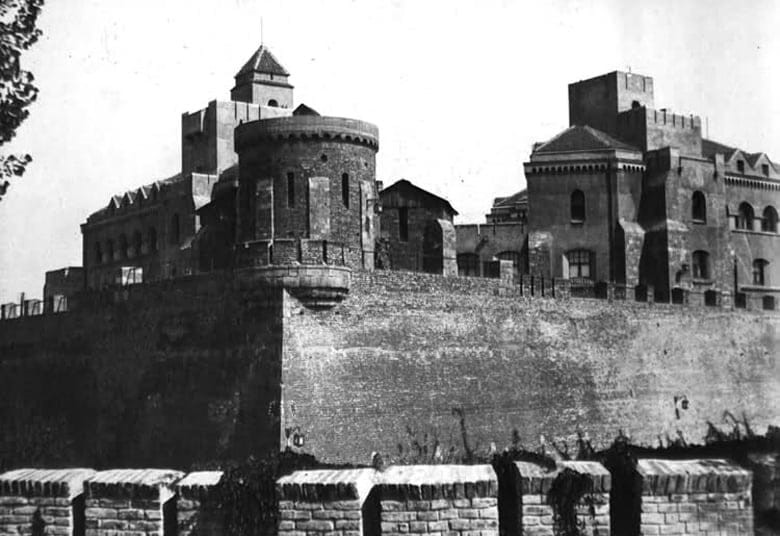
Fortaleza en 1920